# Єшовець-при-Шмарю
Єшовець-при-Шмарю (словен. Ješovec pri Šmarju) — поселення в общині Шмарє-при-Єлшах, Савинський регіон, Словенія. 
Висота над рівнем моря: 357 м.